# Liste der Bodendenkmale in Calau
In der Liste der Bodendenkmale in Calau sind alle Bodendenkmale der brandenburgischen Stadt Calau und ihrer Ortsteile aufgelistet. Grundlage ist die Veröffentlichung der Landesdenkmalliste mit dem Stand vom 31. Dezember 2020.  Die Baudenkmale sind in der Liste der Baudenkmale in Calau aufgeführt.
|    | Gemarkung                | Flur  | Kurzansprache | Bodendenkmalnummer | Bemerkung                                    | Bild                           |
| -- | ------------------------ | ----- | --- | ------------------ | -------------------------------------------- | ------------------------------ |
| 1  | Buckow (Lage)            | 1     | Steinkreuz deutsches Mittelalter, Dorfkern deutsches Mittelalter, Kirche Neuzeit, Friedhof deutsches Mittelalter, Siedlung slawisches Mittelalter, Dorfkern Neuzeit, Friedhof Neuzeit, Kirche deutsches Mittelalter, Steinkreuz Neuzeit | 80276              |                                              | Steinkreuz Großthiemig         |
| 2  | Calau (Lage)             | 10, 4 | Burg deutsches Mittelalter, Altstadt deutsches Mittelalter, Hospital Neuzeit, Altstadt Neuzeit, Friedhof Neuzeit, Friedhof deutsches Mittelalter                                                                                        | 80290              |                                              |                                |
| 3  | Craupe (Lage)            | 2     | Dorfkern deutsches Mittelalter, Dorfkern Neuzeit | 80041              |                                              |                                |
| 4  | Gollmitz (Lage)          | 2     | Dorfkern deutsches Mittelalter, Dorfkern Neuzeit, Kirche deutsches Mittelalter, Kirche Neuzeit, Friedhof deutsches Mittelalter, Friedhof Neuzeit                                                                                        | 80227              |                                              | Gollmitz – Dorfkirche Gollmitz |
| 5  | Gollmitz (Lage)          | 9     | Gräberfeld Neolithikum | 80369              |                                              |                                |
| 6  | Gollmitz, Werchow (Lage) | 9, 3  | Wüstung deutsches Mittelalter, Wüstung Neuzeit | 80370              |                                              |                                |
| 7  | Groß Jehser (Lage)       | 2     | Burgwall slawisches Mittelalter, Siedlung slawisches Mittelalter, Siedlung Eisenzeit | 80232              | „Wendenschanze“ 51° 46′ 44″ N, 13° 52′ 35″ O |                                |
| 8  | Groß Jehser (Lage)       | 2     | Gräberfeld Bronzezeit | 80233              |                                              |                                |
| 9  | Groß Jehser (Lage)       | 2     | Dorfkern deutsches Mittelalter, Friedhof deutsches Mittelalter, Dorfkern Neuzeit, Kirche deutsches Mittelalter, Friedhof Neuzeit, Kirche Neuzeit                                                                                        | 80234              |                                              | Dorfkirche Groß Jehser         |
| 10 | Groß Jehser (Lage)       | 4     | Dorfkern deutsches Mittelalter, Dorfkern Neuzeit | 80237              |                                              |                                |
| 11 | Groß Mehßow (Lage)       | 1     | Gräberfeld Bronzezeit, Gräberfeld Eisenzeit | 80127              |                                              |                                |
| 12 | Groß Mehßow (Lage)       | 1     | Burgwall Eisenzeit, Siedlung slawisches Mittelalter | 80132              |                                              |                                |
| 13 | Groß Mehßow (Lage)       | 1     | Dorfkern deutsches Mittelalter, Turmhügel Neuzeit, Friedhof deutsches Mittelalter, Friedhof Neuzeit, Dorfkern Neuzeit, Turmhügel deutsches Mittelalter, Kirche deutsches Mittelalter, Kirche Neuzeit                                    | 80175              |                                              |                                |
| 14 | Kemmen (Lage)            | 2     | Dorfkern deutsches Mittelalter, Dorfkern Neuzeit, Kirche deutsches Mittelalter, Kirche Neuzeit, Friedhof deutsches Mittelalter, Friedhof Neuzeit                                                                                        | 80095              |                                              | Dorfkirche Kemmen              |
| 15 | Kemmen (Lage)            | 3, 4  | Dorfkern deutsches Mittelalter, Dorfkern Neuzeit | 80096              |                                              |                                |
| 16 | Klein Mehßow (Lage)      | 1     | Gräberfeld Bronzezeit, Gräberfeld Eisenzeit | 80181              |                                              |                                |
| 17 | Klein Mehßow (Lage)      | 1     | Dorfkern deutsches Mittelalter, Dorfkern Neuzeit, Turmhügel deutsches Mittelalter, Turmhügel Neuzeit | 80182              |                                              |                                |
| 18 | Reuden (Lage)            | 2     | Dorfkern deutsches Mittelalter, Dorfkern Neuzeit, Kirche Neuzeit, Friedhof deutsches Mittelalter, Friedhof Neuzeit, Turmhügel deutsches Mittelalter, Turmhügel Neuzeit                                                                  | 80133              |                                              |                                |
| 19 | Reuden (Lage)            | 1     | Gräberfeld Bronzezeit, Gräberfeld Eisenzeit | 80134              |                                              |                                |
| 20 | Saßleben (Lage)          | 1     | Siedlung slawisches Mittelalter, Burgwall slawisches Mittelalter | 80187              |                                              |                                |
| 21 | Saßleben (Lage)          | 1     | Turmhügel deutsches Mittelalter, Schloss Neuzeit | 80189              |                                              |                                |
| 22 | Saßleben (Lage)          | 1     | Siedlung Bronzezeit | 80190              |                                              |                                |
| 23 | Saßleben (Lage)          | 1, 2  | Kirche Neuzeit, Kirche deutsches Mittelalter, Friedhof Neuzeit, Friedhof deutsches Mittelalter, Dorfkern Neuzeit, Dorfkern deutsches Mittelalter                                                                                        | 80191              |                                              | Kirche Sassleben               |
| 24 | Werchow (Lage)           | 1     | Gräberfeld Bronzezeit, Gräberfeld Eisenzeit | 80197              |                                              |                                |
| 25 | Werchow (Lage)           | 5     | Dorfkern deutsches Mittelalter, Dorfkern Neuzeit | 80198              |                                              |                                |
| 26 | Werchow (Lage)           | 5     | Dorfkern deutsches Mittelalter, Dorfkern Neuzeit | 80212              |                                              |                                |